# Face to Face (The Kinks)
Face to Face, pubblicato nel 1966 dalla Pye Records nel Regno Unito e dalla Reprise Records negli Stati Uniti, è il quarto album discografico in studio nel Regno Unito del gruppo rock britannico The Kinks.

## Storia
L'LP si discosta dallo stile dei primi album. È stato il primo album composto interamente da Ray Davies, ed è stato il loro primo album registrato nell'arco di diversi mesi, piuttosto che in un'unica sessione.
Davies, che aveva sofferto di un esaurimento nervoso poco prima delle sessioni di registrazione più importanti dell'album, esorcizzò le pressioni schiaccianti su di lui con la fuga nelle storie dell'esistenza agrodolce della gente comune di periferia con le loro colpe e frustrazioni. Il nuovo stile di scrittura era iniziato gradualmente l'anno precedente con composizioni come A Well Respected Man e Dedicated Follower of Fashion, e giunse a piena maturazione a maggio 1966 con il singolo Sunny Afternoon, che salì al numero 1 della classifica inglese.
La grande popolarità di questa canzone fece pensare a Davies e al manager dei Kinks che il gruppo potesse trovare il successo continuando con questo stile di canzoni. I successivi cinque anni (1966-1971) seguirono questo modello, che fu ribattezzato "Età d'oro dei Kinks".
L'album è uscito in un anno particolarmente burrascoso per la band, tra problemi personali (il bassista Pete Quaife rimasto ferito, si dimise, e più tardi si riunì al gruppo), battaglie legali e contrattuali, e un calendario estenuante. L'album fu ben accolto dalla critica, ma non vendette particolarmente bene al momento della sua uscita (soprattutto negli Stati Uniti), ed è stato fuori stampa per molti anni. È stato ripubblicato nel 1998 con l'aggiunta di 7 bonus tracks tra cui brani estratti come singoli e due brani inediti.

## Registrazione
I'll Remember fu la prima canzone ad essere completata, essendo stata registrata nell'ottobre 1965 durante le sessioni per l'album The Kink Kontroversy. Due altri brani incisi durante le sessioni di Face to Face, This Is Where I Belong e She's Got Everything, furono pubblicati come B-side di singoli nel 1967 e 1968, rispettivamente. Entrambe le canzoni furono successivamente incluse nella raccolta The Kink Kronikles, pubblicata solo negli Stati Uniti nel 1972.
A causa dei postumi di un incidente d'auto, Pete Quaife lasciò temporaneamente la band prima delle sessioni in studio del giugno-luglio 1966, venendo rimpiazzato da John Dalton sulla traccia Little Miss Queen of Darkness.
Due brani inclusi in Face to Face, sebbene composti da Ray, erano stati in origine incisi da altri artisti nei mesi precedenti alla pubblicazione del disco. I Pretty Things ebbero un successo minore in Gran Bretagna nel luglio 1966 con la loro versione di A House in the Country, che raggiunse la cinquantesima posizione in classifica. Gli Herman's Hermits, invece, riscossero ben altro riscontro con la loro reinterpretazione di Dandy che entrò nella top ten in diversi Paesi (inclusi un 5º posto in America e il primo in Canada), all'inizio del settembre 1966. Anche i The Rockin' Vickers registrarono una cover di Dandy pubblicata su singolo nel dicembre '66. Il gruppo incise anche un'altra composizione di Ray Davies, Little Rosy, che non venne mai registrata dai Kinks.

## Copertina
Ray Davies ebbe dei dissidi con la Pye Records circa la copertina dell'album. Face to Face uscì con una sgargiante copertina a colori psichedelici, mentre Davies avrebbe voluto una copertina totalmente nera o quasi, secondo lui più consona alle tematiche del disco e alla maturazione artistica della band che voleva essere presa maggiormente sul serio dalla critica.

## Tracce
- Tutte le canzoni sono di Ray Davies.

Lato 1
1. Party Line – 2:35
2. Rosie Won't You Please Come Home – 2:34
3. Dandy – 2:12
4. Too Much on My Mind – 2:28
5. Session Man – 2:14
6. Rainy Day in June – 3:10
7. A House in the Country – 3:03

Lato 2
1. Holiday in Waikiki – 2:52
2. Most Exclusive Residence for Sale – 2:48
3. Fancy – 2:30
4. Little Miss Queen of Darkness – 3:16
5. You're Lookin' Fine – 2:46
6. Sunny Afternoon – 3:36
7. I'll Remember – 2:27

### Bonus tracks ristampa CD 1998
1. I'm Not Like Everybody Else - 3:29
2. Dead End Street - 3:23
3. Big Black Smoke - 2:36
4. Mister Pleasant - 3:01
5. This Is Where I Belong - 2:26
6. Mr. Reporter (inedita) - 3:58
7. Little Women (inedita) - 2:11